# Espectroscopia dieléctrica

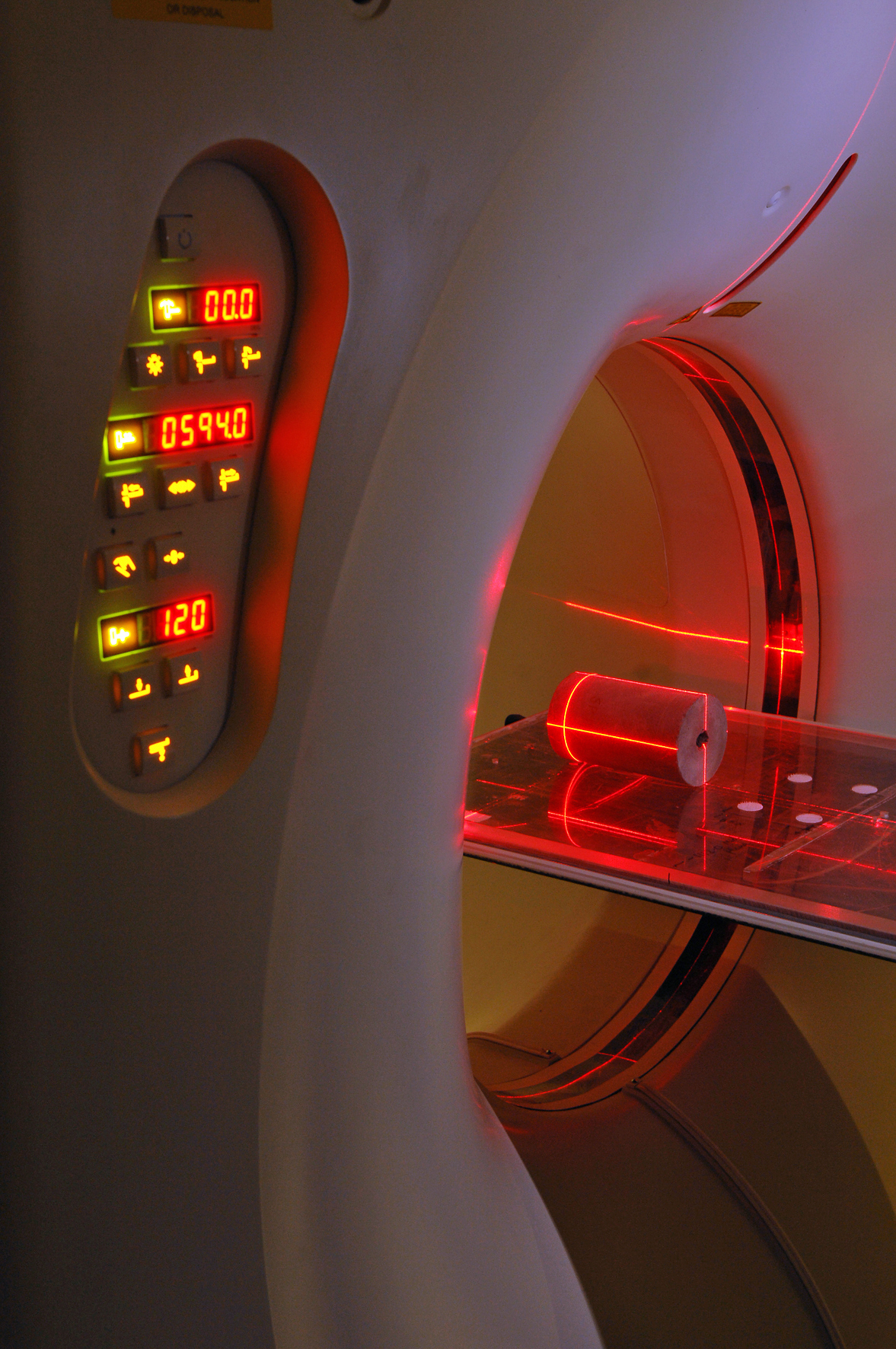
Máquina de espectroscopia dieléctrica

Un espectro de permitividad dieléctrica en un amplio rango de frecuencias. Se muestran las partes reales e imaginarias de la permitividad, y se representan varios procesos: relajaciones iónica y dipolar, y resonancias atómicas y electrónicas a altas energías.

La espectroscopia dieléctrica (a veces llamada espectroscopia de impedancia) mide las propiedades dieléctricas de un medio como función de la frecuencia.
El método se basa en la interacción de un campo externo con un momento dipolar eléctrico de la muestra, a menudo expresado como permitividad.

## Mecanismos dieléctricos
Existen varios mecanismos dieléctricos diferentes, relacionados con la forma en que el medio bajo estudio reacciona frente al campo aplicado. Cada mecanismo dieléctrico posee una frecuencia característico, que es el recíproco del tiempo característico del proceso. En general, los mecanismos dieléctricos se pueden dividir en procesos de relajación y de resonancia. 
Los procesos más comunes, comenzando por los que poseen mayor frecuencia son:

### Polarización electrónica
Este proceso resonante tiene lugar en un átomo neutro cuando el campo eléctrico desplaza la densidad de electrones con respecto al núcleo atómico que rodea.

### Polarización atómica
La polarización atómica ocurre cuando una aglomeración de iones positivos y negativos es deformada bajo la fuerza que ejerce el campo aplicado. Este proceso es también de naturaleza resonante.

### Relajación dipolar
La misma se origina por la alineación de dipolos permanentes e inducidos con respecto a un campo eléctrico. La orientación de su polarización es perturbada por ruido térmico (que desalinea los vectores de los dipolos con respecto a la dirección del campo), y el tiempo requerido por los dipolos para relajarse (alcanzar sus condiciones iniciales) se encuentra determinado por la viscosidad local. estos dos factores hacen que la relajación de dipolo sea fuertemente dependiente de la temperatura y las características químicas del medio.

### Relajación iónica
La relajación iónica comprende la relajación de conductividad iónica y de interfaz y carga espacial. La conductividad iónoca predomina a bajas frecuencias e introduce solo pérdidas en el sistema. Relajación de interfaz tiene lugar cuando portadores de carga son atrapados en interfaces de sistemas heterogéneos.